# Contarinia hyperici
Contarinia hyperici är en tvåvingeart som beskrevs av Barnes 1952. Contarinia hyperici ingår i släktet Contarinia och familjen gallmyggor. Inga underarter finns listade i Catalogue of Life.